# 글리제 777 c
글리제 777 c (또는 글리제 777 Ac, HD 190360 c)는 백조자리 방향으로 약 52 광년 떨어진 곳에 있는 외계 행성이다. 2005년 6월 시선 속도법을 이용하여 발견하였다. 이 행성은 발견될 당시만 해도 그 때까지 발견된 행성들 중 가장 질량이 작은 행성이었으나, 현재 이보다 더 작은 것들이 발견되었으므로 지금은 해당되지 않는 설명이다. 최소 질량은 지구의 18배 정도에 불과하며 이는 해왕성의 질량과 비슷한 수준이다. 따라서 이 행성을 ‘뜨거운 해왕성’ 또는 ‘조그만한 가스 행성’으로 분류할 수 있다. 혹은 매우 무거운 암석 행성(슈퍼 지구)일 가능성도 있다.

## 같이 보기
- 글리제 436 b
- 글리제 777 b
- 글리제 876 b
- MOA-2007-BLG-192L b

## 참고 문헌
- Vogt;  외. (2005). “Five New Multicomponent Planetary Systems”. 《The Astrophysical Journal》 632 (1): 638–658. doi:10.1086/432901.[깨진 링크(과거 내용 찾기)]